# Harald de Vlaming
Harald Frederik de Vlaming (28 de junio de 1954-23 de enero de 2023) fue un deportista neerlandés que compitió en vela en la clase Soling. Ganó una medalla de plata en el Campeonato Europeo de Soling de 1979.

## Palmarés internacional
| Campeonato Europeo | Campeonato Europeo    | Campeonato Europeo | Campeonato Europeo |
| Año                | Lugar                 | Medalla            | Clase              |
| ------------------ | --------------------- | ------------------ | ------------------ |
| 1979               | La Rochelle (Francia) | Medalla de plata   | Soling             |